# Egbert Braatz

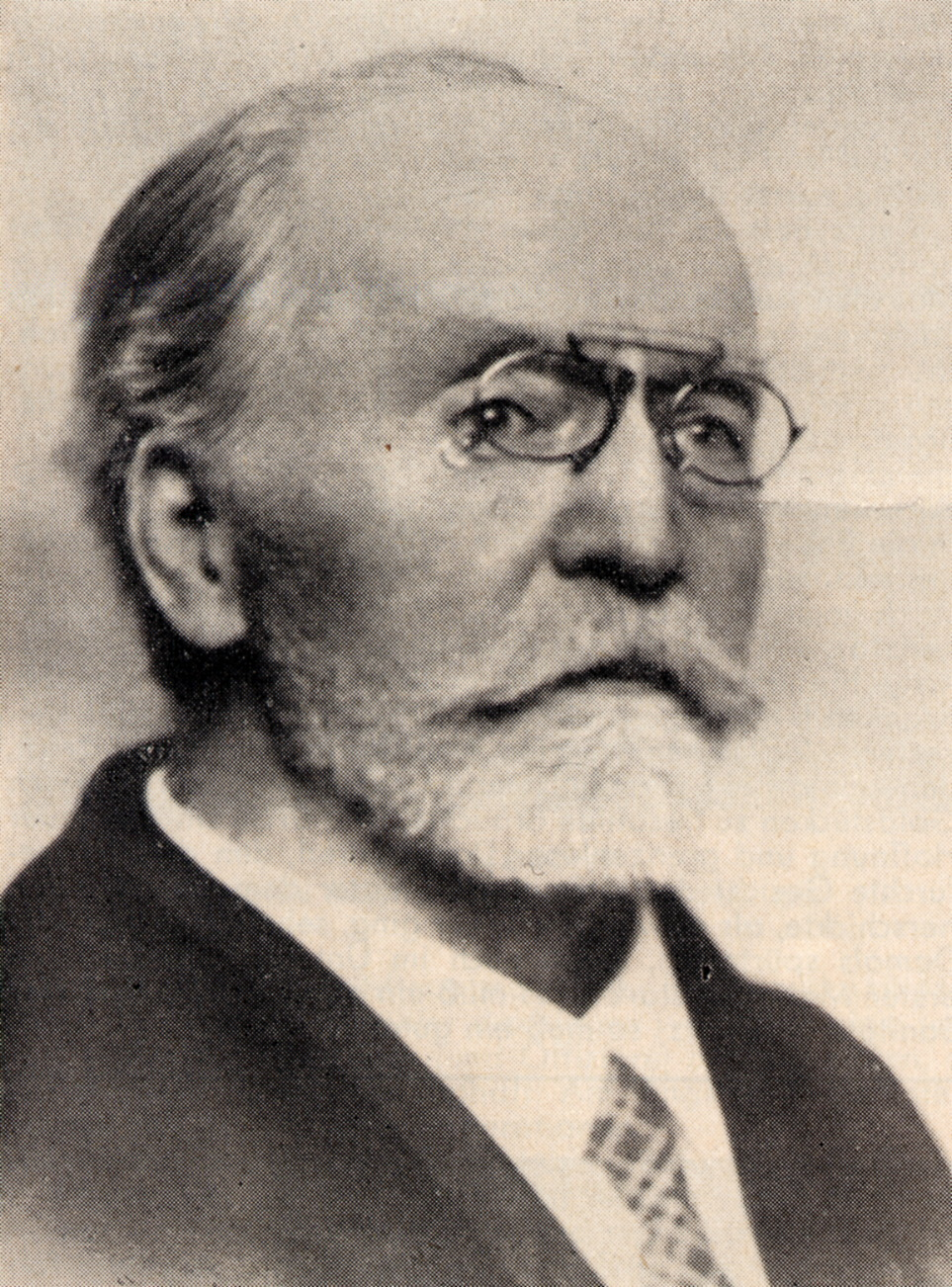
Egbert Braatz, Universität Königsberg

Egbert Braatz (* 6. Mai 1849  in Schirwindt im Kreis Pillkallen, Ostpreußen; † 16. August 1942 in Königsberg (Preußen)) war ein deutscher Chirurg an der Chirurgischen Universitätsklinik Königsberg.

## Leben
Egbert Braatz war der Sohn eines Tierarztes Braatz aus Riga. Er verbrachte seine Schulzeit in Riga, studierte in Königsberg bei Karl Schönborn, in Dorpat und Leipzig, machte hier 1878 sein Staatsexamen und ging für ein Jahr nach Riga ans dortige Stadtkrankenhaus. 1880 promovierte er und bestand im gleichen Jahr in Dorpat auch sein russisches Staatsexamen. Von 1880 bis 1889 praktizierte er in Riga (Scholz) und Libau/Kurland. Danach belegte er einen Kurs am Hygiene Institut Berlin, um von 1890 bis 1893 bei Vincenz Czerny in Heidelberg tätig sein zu können. 1893 ließ er sich als Chirurg in Königsberg nieder, habilitierte sich hier 1896 und erhielt die Lehrbefugnis an der Chirurgie der Albertus-Universität Königsberg. In den ersten Jahren des 20. Jahrhunderts wurde er zum Professor ernannt. Im Ersten Weltkrieg leitete er die Außenstelle eines Königsberger Festungslazaretts  von 1915 bis 1919.
Braatz war verheiratet mit Adda, einer Krankenschwester aus dem Baltikum. In der Freizeit ging er dem Geräteturnen nach. Er starb im Spätsommer 1942 und wurde auf dem Königsberger Friedhof Cranzer Allee beigesetzt.

## Wissenschaftliches Werk
Braatz hat bahnbrechend an der Einführung der Asepsis in der Chirurgie mitgewirkt. Er veröffentlichte zwei Monographien (s. u.) und 118 Arbeiten zur Bakteriologie, Hygiene im Krankenhaus mit besonderer Berücksichtigung der Chirurgie. In dem 1850 von Hermann von Helmholtz gegründeten „Verein für wissenschaftliche Heilkunde“ hielt er populärwissenschaftliche Vorträge, z. B. Über die ätiologische Rolle von Mikroben für die Krebsentstehung. Und auf der 91. Versammlung der Gesellschaft Deutscher Naturforscher und Ärzte in Königsberg 1930 sprach er über das Thema Ueber die Catgutfrage und die Verbesserungsversuche der Aseptik.
Weitere Veröffentlichungen beinhalten praktische Erfahrungen aus der Chirurgie, z. B. Erfindungen und Konstruktionsanleitungen für neuartige chirurgische Instrumente wie das Koloskop, Zangensonden, Operationstische, Trepanationsbohrer Sterilisationsapparate. Durch diesen seinen Erfindergeist, praktikable Operationsinstrumente entwickelt zu haben, wurde er bekannt, wodurch sich das Spezialgebiet der Proktologie von der Chirurgie abspaltete. Das Andenken an ihn wird besonders in Japan gewahrt.

## Veröffentlichungen
- Die Grundlagen der Aseptik, Ferdinand Enke, Stuttgart 1893 (Archive)
- Über die falsche gewöhnliche Schuhform und die rationelle Form der Fußbekleidung, Königsberg, 1897.